# Olesya Nazarenko
Olesya Nazarenko (21 de marzo de 1976) es una deportista turcomana que compitió en judo. Ganó cuatro medallas en el Campeonato Asiático de Judo entre los años 1995 y 2001.

## Palmarés internacional
| Campeonato Asiático | Campeonato Asiático   | Campeonato Asiático | Campeonato Asiático |
| Año                 | Lugar                 | Medalla             | Categoría           |
| ------------------- | --------------------- | ------------------- | ------------------- |
| 1995                | Nueva Delhi (India)   | Medalla de bronce   | –72 kg              |
| 1997                | Manila (Filipinas)    | Medalla de bronce   | –72 kg              |
| 1999                | Wenzhou (China)       | Medalla de plata    | –63 kg              |
| 2001                | Ulán Bator (Mongolia) | Medalla de bronce   | –70 kg              |